# Dichondreae
Dichondreae, tribus slakovki, dio potporodice  Convolvuloideae. Sastoji se od 7 rodova a tipični je Dichondra ili dvoplodnica s 15 vrsta iz suptropskih i tropskih predjela obje Amerike, Australije i Novog Zelanda. Dichondra micrantha iz Sjeverne Amerike uvezena je po svim kontinentima; također i u Hrvatsku.
Tribus je nekada bio priznat kao porodica Dichondraceae Dumort.,  a opisana je u Analyse des Familles des Plantes 20, 24. 1829.

## Rodovi
1. Dichondra J. R. Forst. & G. Forst. (15 spp.)
2. Falkia L.f. (3 spp.)
3. Nephrophyllum A. Rich. (1 sp.)
4. Metaporana N. E. Br. (6 spp.)
5. Calycobolus Willd. ex Schult. (18 spp.)
6. Dipteropeltis Hallier f. (3 spp.)
7. Rapona Baill. (1 sp.)